# JTドラマBOX
JTドラマBOX（ジェーティードラマボックス）は、毎日放送制作・TBS系列にて放送されていた、テレビドラマのシリーズ名称・冠タイトルである。

## 概要
1992年10月18日から1994年6月26日までの間、毎週日曜23:00 - 23:30（JST）に放送された。毎日放送（MBS）制作、TBS系列にて放送（ただしテレビ山梨・テレビ山口・テレビ高知除く）。スポンサーはJT一社提供。

## 放送された作品
- ビーナスハイツ（1992年10月 - 1993年3月）
- 泣きたい夜もある（1993年4月 - 9月）
- デザートはあなた（1993年10月 - 1994年3月）
- 君に伝えたい（1994年4月 - 6月）

## その他
系列局でありながらテレビ山口では同時ネットではなく、『泣きたい夜もある』と『デザートはあなた』のみ、平日午後に集中放送（番組販売扱い）を行っていた。これは本来の放送日時に、フジテレビの『ミュージックフェア』を同時ネットで放送していたため。
また、テレビ山梨でも同時ネットでは放送せず、『ビーナスハイツ』を1995年冬ごろの月曜深夜に放送した。